# Pall Mall (cigarettmärke)

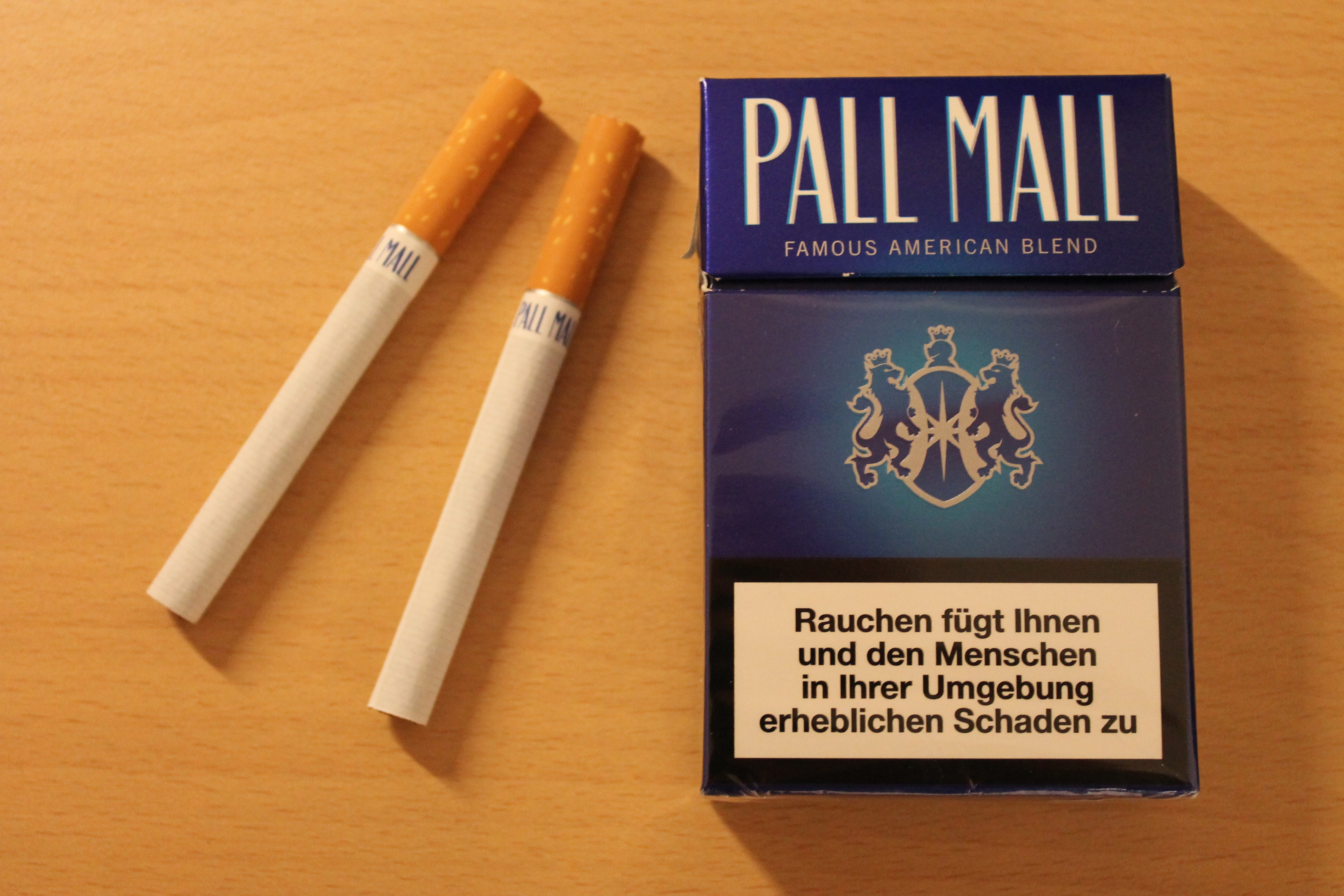
Pall Mall

Pall Mall är ett cigarettmärke som saluförs av British American Tobacco. Det skapades ursprungligen på 1800-talet och kom att bli populärt i 1960-talets USA och var länge en av de mest sålda amerikanska cigaretterna. Rapporter om sambandet mellan lungcancer och tobaksrökning samt att man länge vägrade införa filtervarianter gjorde att märket tappade mycket av popularitet. 
Pall Mall har nu börjat säljas i Sverige som filtercigaretter. År 2010 bytte Corner namn till Pall Mall men det är fortfarande samma cigaretter. 